# Diocesi di Teodoropoli
La diocesi di Teodoropoli (in latino: Dioecesis Theodoropolitana) è una sede soppressa del patriarcato di Costantinopoli e una sede titolare della Chiesa cattolica.

## Storia
Teodoropoli, forse identificabile con Badoma nell'odierna Turchia, è un'antica sede vescovile della provincia romana di Europa nella diocesi civile di Tracia. Faceva parte del patriarcato di Costantinopoli ed era suffraganea dell'arcidiocesi di Eraclea.
La sede è piuttosto tardiva, poiché compare per la prima volta in una Notitia Episcopatuum del patriarcato nel IX secolo. A partire dalla Notitia attribuita all'imperatore Leone VI e databile all'inizio del X secolo, la sede è menzionata sempre al primo posto tra le suffraganee di Eraclea fino al XIV secolo.
Dell'antica diocesi di Teodoropoli sono noti solo tre vescovi: Gregorio, che assistette al secondo concilio di Nicea nel 787; Giovanni, che partecipò al concilio di Costantinopoli dell'879-880 dove fu riabilitato il patriarca Fozio di Costantinopoli; e Giuseppe, noto grazie alla scoperta del suo sigillo vescovile databile all'XI secolo.
Le Quien aggiunge altri due vescovi appartenenti alla sede di Euchania, Nicola, al tempo del patriarca Michele I Cerulario (1043-1059), e Giovanni, durante il regno di Alessio I Comneno (1081-1118). Queste attribuzioni sono tuttavia il frutto dell'errata identificazione di Euchaneia, documentata dalle Notitiae Episcopatuum, con Teodoropoli di Tracia.
Dal XX secolo Teodoropoli è annoverata tra le sedi vescovili titolari della Chiesa cattolica; la sede è vacante dal 7 novembre 1957.

## Cronotassi

### Vescovi greci
- Gregorio † (menzionato nel 787)
- Giovanni † (menzionato nell'879/80)
- Giuseppe † (XI secolo)

### Vescovi titolari latini
- George Calavassy[10] † (13 luglio 1920 - 7 novembre 1957 deceduto)[11]